# キム・ミンギュ (1994年生の俳優)
キム・ミンギュ（朝: 김민규; 英: Kim Min Gue、Kim Min-kyu; 中: 金旻奎、1994年12月25日 - ）は、韓国の俳優である。コンパニオンカンパニー所属。

## 来歴
2013年、Mnetのドラマ『モンスター〜私だけのラブスター〜』（tvN）でデビュー。その後、テレビドラマ『シグナル』『この恋は初めてだから』『金持ちの息子』『パフューム〜恋のリミットは12時間〜』、バラエティ番組『クライムシーン』シーズン3などに出演。
2019年、時代劇『カンテク〜運命の愛〜』で李氏朝鮮の国王イ・ギョンを演じ、初主演。2020年にはSBSドラマ『コンビニのセッピョル』、2021年にはウェブドラマ『だから俺はアンチと結婚した』、JTBCドラマ『スノードロップ』に出演した。
2022年5月14日･15日、自身初となる海外ファンミーティング『Kim Min Gue Japan 1st fan meeting HARU』を開催した。チケットは発売開始からわずか10分で完売となるほどの大人気だった。
タイトルとなった”HARU”は、韓国語の｢하루｣、日本語の｢春｣からとり、｢今日が春のような暖かい1日になるように｣と願ってつけたという。

## 出演作品

### 映画
- ザ・ファイブ-選ばれた復讐者-（英語版）（2013年）[8]
- チェイス 夜明けまで走れ（英語版）（2016年）- キム・テヨン 役[9]
- モクソリ（朝鮮語版）（2018年）- カン・ミンウ 役[10]
- 長沙里9.15（2019年）- チェ・ジェピル 役[11]

### テレビドラマ
- モンスター〜私だけのラブスター〜（英語版）（2013年、Mnet）[12]
- 恋するジェネレーション（2015年、KBS2）[13]
- シグナル（2016年、tvN）- ファン・ウィギョン 役[14]
- ココロの声（朝鮮語版）（2016年、KBS2）
- この恋は初めてだから（2017年、tvN）- ヨン・ボクナム 役[15]
- メロホリック（英語版）（2017年、OCN）- ユ・ビョンチョル 役[16]
- ただ愛する仲（英語版）（2017年、JTBC）- シニョン 役[17]
- 金持ちの息子（英語版）（2018年、MBC）- キム・ミョンハ 役[18]
- 美味しい初恋〜ゴハン行こうよ〜（英語版）（2018年、tvN）[19]
- 初恋デザート（朝鮮語版）（2018年、tvN）- イ・ヨンナム 役[20]
- パフューム 〜恋のリミットは12時間〜（2019年、KBS2）- ユン・ミンソク 役[21]
- カンテク〜運命の愛〜（2019年、TV朝鮮）- イ・ギョン 役[22]
- コンビニのセッピョル（2020年、SBS）- カン・ジウク 役[5]
- スノードロップ（2021年、JTBC）- チュ・ギョクチャン 役[23][24]
- 社内お見合い（2022年、SBS）- チャ・ソンフン 役[25]
- 聖なるアイドル（2023年、tvN） - ウ・ヨヌ 役[26]

### ウェブドラマ
- ドキドキ仮想恋愛（原題）（2016年、NAVER TV）- キム・ミンギュ 役[27]
- 女神をお願い（原題）（2017年、NAVER TV）- パク・ジュウォン 役[28]
- 俺様アニキと妄想好きなボク（2017年、NAVER TV）- イ・サン 役[29]
- ロマンス特別法（朝鮮語版）（2017年、NAVER TV）- チョン・ウィチャン 役[30][31]
- だから俺はアンチと結婚した（2021年、NAVER TV） - コ・スファン 役[6]

### ミュージックビデオ
- イ・イェジュン、シン・ヨンジェ『Promise』（2014年）
- ユンナ『Run (Everland Ver.)』（2015年）
- イム・ジョンヒ『Crazy』（2016年）[32]

## ディスコグラフィ

### シングル
- Drawing Paper（2017年、『ロマンス特別法』OST）
- Answer（2018年、『初恋デザート』OST）[33]